# Barcelonne
Barcelonne ist eine französische Gemeinde mit 341 Einwohnern (Stand 1. Januar 2022) im Département Drôme in der Region Auvergne-Rhône-Alpes. Sie gehört zum Arrondissement Valence.

## Geografie
Barcelonne liegt zu Füßen des Vercors am Ostrand des Tals der Rhône, 100 Kilometer südlich von Lyon, 14 Kilometer südöstlich von Valence, der Hauptstadt des Départements Drôme, und 4,2 Kilometer südöstlich von Chabeuil, auf einer mittleren Höhe von 425 Metern über dem Meeresspiegel. Die Mairie (‚Bürgermeisterei‘) steht auf einer Höhe von 299 Metern. Das Gemeindegebiet hat eine Fläche von 8,24 Quadratkilometern.
Barcelonne ist einer Klimazone des Typs Cfb (nach Köppen und Geiger) zugeordnet: Warmgemäßigtes Regenklima (C), vollfeucht (f), wärmster Monat unter 22 °C, mindestens vier Monate über 10 °C (b). Es herrscht Seeklima mit gemäßigtem Sommer.

## Geschichte
Barcelonne wurde 1171 als Barcinona erstmals urkundlich erwähnt, 1328 taucht es als Barsiliona in einem Schriftstück auf, 1332 als Barcilena. Die Schreibweise entwickelte sich im weiteren 14. und 15. Jahrhundert von Barcelunia (1385) über Barsilonne (1391), Barcilhone (1429) zu Barsallonna (1442). 1645 schrieb man es Barcillone, 1788 Barcelone. Vor der Französischen Revolution (1789–1799) gehörte Barcelonne zur Sénéchaussée von Crest. 1650 unterstand die Kirche Saint-Georges von Barcelonne dem Prior des Klosters von Saillans. Die Ländereien gehörten zur Grafschaft Valentinois, wurden aber ab dem Ende des 13. Jahrhunderts aufgeteilt. 1689 gab es 80 Familien in Barcelonne. Die Ortschaft gehört heute zur  Pfarrei Saint Martin de la plaine de Valence, im Bistum Valence. Im 20. Jahrhundert wurde die neue Kirche Sainte-Anne gebaut. Außerdem gibt es noch eine alte protestantische Kirche im Ort.

## Sehenswürdigkeiten
Nordöstlich vom Ort steht die Ruine des Chateau de Barcelonne aus dem 13. Jahrhundert die jederzeit zu besichtigen ist.

### Bevölkerungsentwicklung

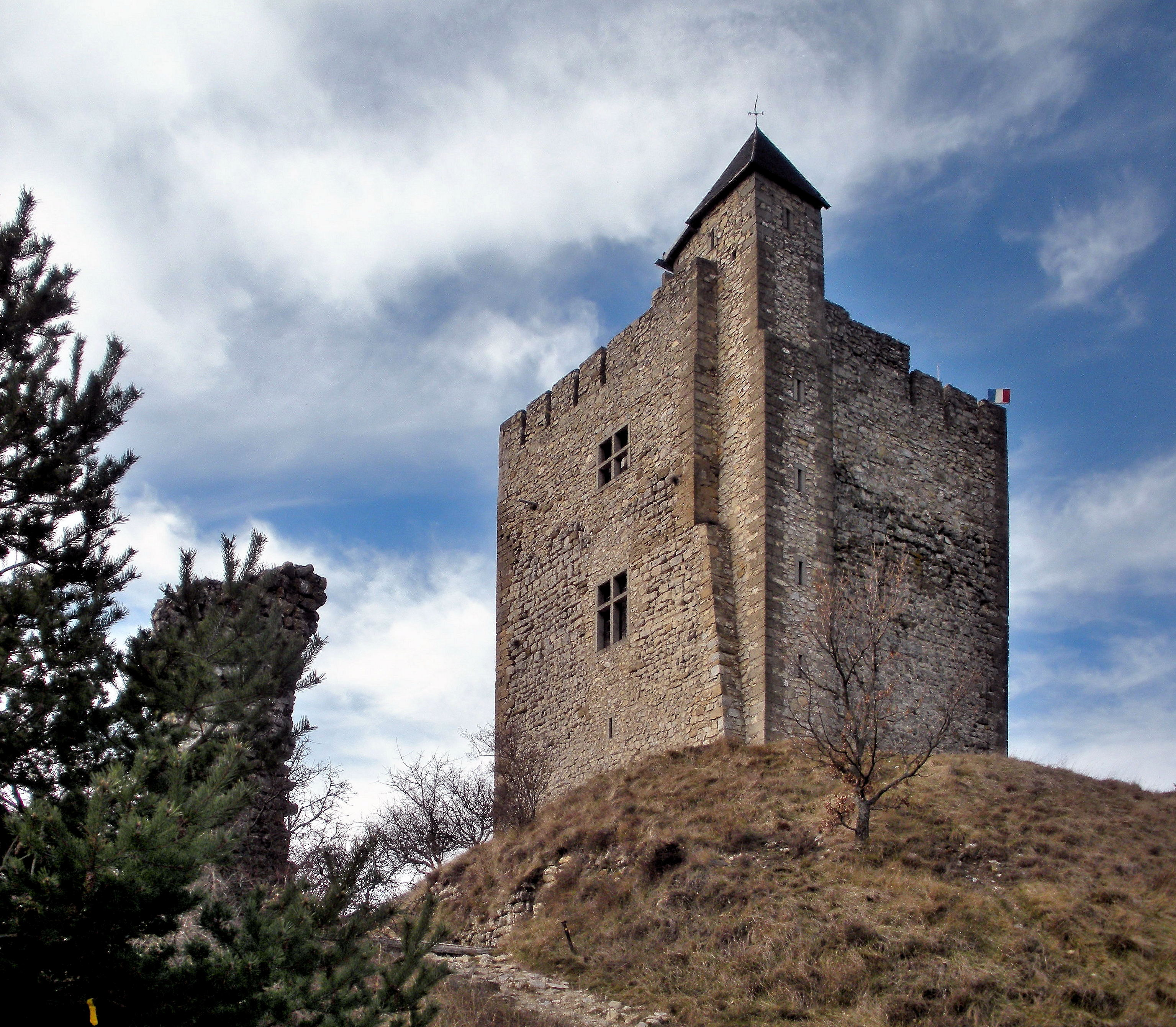
Reste des Château de Barcelonne

| Jahr                       | 1962 | 1968 | 1975 | 1982 | 1990 | 1999 | 2006 | 2018 |
| Einwohner                  | 168  | 152  | 157  | 233  | 347  | 370  | 361  | 356  |
| Quellen: Cassini und INSEE |      |      |      |      |      |      |      |      |